# Alicia Sanz Rodríguez
Alicia Sanz Rodríguez (Madrid, 15 de octubre de 1981) es una deportista española que compitió en natación sincronizada. Ganó una medalla en el Campeonato Mundial de Natación de 2003, y tres medallas en el Campeonato Europeo de Natación, en los años 2002 y 2004.

## Palmarés internacional
| Campeonato Mundial | Campeonato Mundial | Campeonato Mundial | Campeonato Mundial |
| Año                | Lugar              | Medalla            | Prueba             |
| ------------------ | ------------------ | ------------------ | ------------------ |
| 2003               | Barcelona (España) | Medalla de plata   | Combinación libre  |
| Campeonato Europeo |                    |                    |                    |
| Año                | Lugar              | Medalla            | Prueba             |
| 2002               | Berlín (Alemania)  | Medalla de plata   | Equipo             |
| 2004               | Madrid (España)    | Medalla de oro     | Combinación libre  |
| 2004               | Madrid (España)    | Medalla de plata   | Equipo             |